# Solomon Hill
Solomon Jamar Hill (ur. 18 marca 1991 w Los Angeles) – amerykański koszykarz, występujący na pozycji skrzydłowego.
21 lipca 2016 podpisał umowę z klubem New Orleans Pelicans.
7 lipca 2019 trafił w wyniku wymiany do Memphis Grizzlies.
6 lutego 2020 został wytransferowany do Miami Heat.
25 listopada 2020 zawarł kontrakt z Atlantą Hawks. 13 stycznia 2022 trafił w wyniku wymiany do New York Knicks. 19 stycznia został zwolniony.

## Osiągnięcia
Stan na 20 stycznia 2022, na podstawie, o ile nie zaznaczono inaczej.
NCAA
- Uczestnik rozgrywek:
  - Elite Eight turnieju NCAA (2011)
  - Sweet Sixteen turnieju NCAA (2011, 2013)
- Mistrz sezonu regularnego konferencji Pac-12 (2011)
- MVP turnieju Diamond Head Classic (2013)
- Zaliczony do:
  - I składu:
    - Pac-12 (2012–2013)
    - turnieju:
      - Pac-12 (2012)
      - Diamond Head Classic (2013)

NBA
- Wicemistrz NBA (2020)
- Zaliczony do II składu ligi letniej NBA w Orlando (2013)